# Synagoge (Gorizia)

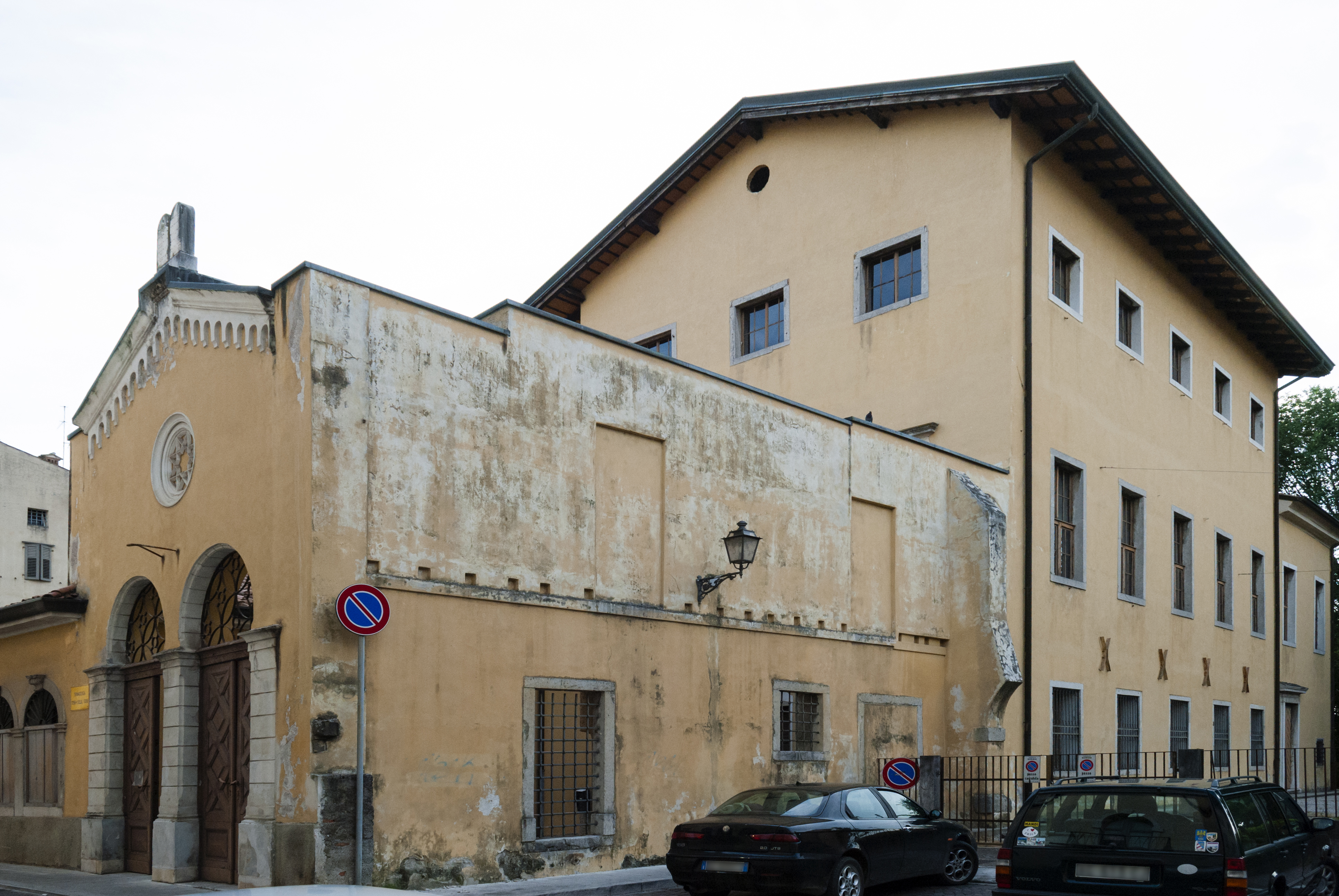
Synagoge in Gorizia

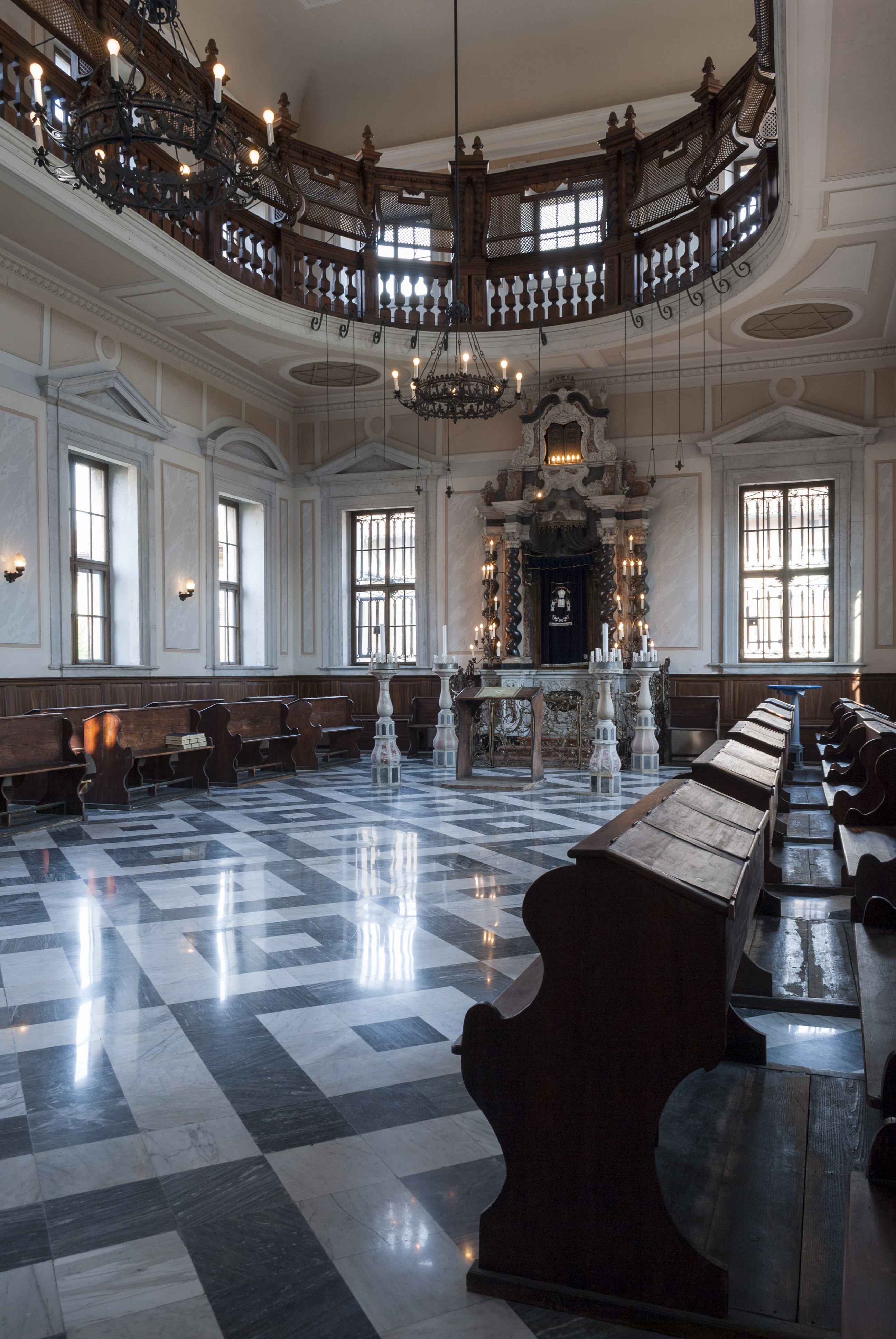
Innenansicht

Die Synagoge in Gorizia (deutsch Görz), der Hauptstadt der italienischen Provinz Gorizia in der Region Friaul-Julisch Venetien, wurde 1756 errichtet. Die Synagoge im Stil des Barock steht in der Via Graziadio Isaia Ascoli 19, im ehemaligen jüdischen Viertel der Stadt. Der Zugang von der Straße über einen geschlossenen Hof wurde 1894 errichtet.

## Geschichte
Die jüdische Gemeinde Gorizia wurde im Jahr 1969 aufgelöst und die Gemeindemitglieder wurden der jüdischen Gemeinde Triest (siehe Synagoge (Triest)) angeschlossen. Die Synagoge in Gorizia wird nur noch an hohen Feiertagen für den Gottesdienst genutzt.

## Museum
Im Erdgeschoss der Synagoge befindet sich seit 1998 ein Jüdisches Museum, das die Geschichte der Juden in der Stadt darstellt.